# Rancho Tehama Reserve (Kalifornija)
Rancho Tehama Reserve je naseljeno područje za statističke svrhe u američkoj saveznoj državi Kalifornija. Prema popisu stanovništva iz 2010. u njemu je živjelo 1.485 stanovnika.